# Tommy Mars
Tommy Mars, de son vrai nom Thomas Mariano, né le 26 octobre 1951, est un pianiste américain né à Waterbury, dans le Connecticut.
Il commence les cours de piano à l'âge de 6 ans, et est diplômé de la Hartt School of Music en 1974. Fan de Frank Zappa, il intègre son groupe en 1977, recommandé à ce dernier par Ed Mann. Il y restera jusqu'en 1982. Après son expérience avec Zappa, il alterne entre le rôle de professeur de musique, et la tournée avec Steve Vai ou Stuart Hamm. Dans le milieu des années 1990, il fonde Banned From Utopia, un groupe qui reprend les compositions de Frank Zappa, dont le nom est inspiré d'un de ces albums (The Man From Utopia). Depuis 2007 dans un groupe fusion avec Jon Larsen, et le projet Strange News From Mars.